# Орловский сельсовет (Будённовский район)
Орло́вский сельсове́т — упразднённое сельское поселение в составе Будённовского района Ставропольского края России.
Административный центр — село Орловка.

## География
Находится в центральной части Будённовского района.

## История
С 16 марта 2020 года, в соответствии с Законом Ставропольского края от 31 января 2020 г. № 5-кз, все муниципальные образования Будённовского муниципального района были преобразованы путём их объединения в единое муниципальное образование Будённовский муниципальный округ.

## Население
| 1989  | 2002  | 2010  | 2011  | 2012  | 2013  | 2014  |
| ----- | ----- | ----- | ----- | ----- | ----- | ----- |
| 4599  | ↗5314 | ↘5226 | ↘5223 | ↘5146 | ↘5126 | ↘5091 |
| 2015  | 2016  | 2017  | 2018  | 2019  | 2020  |       |
| ↘5070 | ↗5080 | ↗5094 | ↘5077 | ↘5030 | ↗5035 |       |

### Национальный состав
По итогам переписи населения 2010 года проживали следующие национальности (национальности менее 1 %, см. в сноске к строке «Другие»):
| Национальность | Численность | Процент |
| -------------- | ----------- | ------- |
| Русские        | 4466        | 85,46   |
| Даргинцы       | 251         | 4,80    |
| Аварцы         | 167         | 3,20    |
| Армяне         | 118         | 2,26    |
| Табасараны     | 59          | 1,13    |
| Другие         | 165         | 3,16    |
| Итого          | 5226        | 100,00  |

## Населённые пункты
В состав поселения входили 4 населённых пункта:
| № | Населённый пункт | Тип населённого пункта | Население |
| - | ---------------- | ---------------------- | --------- |
| 1 | Виноградный      | посёлок                | ↘1100     |
| 2 | Доброжеланный    | посёлок                | ↘800      |
| 3 | Орловка          | село                   | ↗3308     |
| 4 | СМП-169          | посёлок                |           |

## Местное самоуправление
- Совет депутатов сельского поселения Орловский сельсовет, состоит из 10 депутатов, избираемых на муниципальных выборах по одномандатным избирательным округам сроком на 5 лет. Глава поселения — Лысенко Виктор Егорович
- Администрация сельского поселения Орловский сельсовет

## Инфраструктура
Медицинское обслуживание населения осуществляет врачебная амбулатория и 2 фельдшерско-акушерских пункта. Торговое и бытовое обслуживание населения осуществляют 15 торговых точек, 3 парикмахерские, 3 пекарни, мастерская по ремонту бытовой техники, 2 закусочные и рабочая столовая.

## Учреждения культуры
Муниципальное казенное учреждение культуры «Центр культуры, досуга и спорта».

## Учебные заведения
- Детский сад № 18 «Сказка»[21]
- Детский сад № 19 «Алёнка»
- Начальная общеобразовательная школа № 26 на 90 мест[22]
- Средняя общеобразовательная школа № 14

## Экономика
На территории муниципального образования расположены свыше 40 предприятий, организаций, учреждений. В формировании местного бюджета преобладают налоговые поступления ЗАО СХП «Русь» и ЗАО «Доброжеланный» — это зерновые предприятия, ЗАО СХП «Виноградное», которое специализируется на выращивании и переработке винограда. Имеются также мукомольные предприятия: в ЗАО СХП «Русь», ООО «Латис» и ЧП «Саидов».

## Русская православная церковь
- Свято-Никольская церковь[24]. В 1996 году указом президента были выделены средства на строительство храма.

## Памятники
- Памятник воинам-землякам, погибшим в годы гражданской и Великой отечественной войн. 1972 год[25]
- Монумент воинам-освободителям от фашистского ига, созданный в честь Победы в Великая Отечественная война|Великой Отечественной войне 1941—1945 гг.

## Достопримечательности
- Рядом с Орловкой расположен охраняемый ценный массив Орловского леса, реликт пойменных лесов Прикумья
- Среди степи имеются посадки акаций, что придаёт местной растительности сходство с африканской саванной